# Brother (film 2000)
Brother (ブラザー?, Burazā) è un film del 2000 diretto da Takeshi Kitano.
È il nono film del regista, il primo girato negli Stati Uniti.

## Trama
Yamamoto è un solitario esponente della yakuza. Uscito sconfitto da una guerra contro una famiglia rivale, durante il quale il suo capo è stato assassinato, e abbandonato anche dal "fratello" più leale, non ha altro scopo che scoprire dove si trovi il fratello minore, Ken, andato via dal Giappone per studiare a Los Angeles. Così Yamamoto si reca a Los Angeles alla sua ricerca. Seguendo alcune tracce, finalmente trova Ken. Scopre, però, che il fratello minore è diventato uno spacciatore di droga assieme a tre suoi amici. Con il trascorrere del tempo riesce a formare una sua gang che pian piano si afferma come un'agguerrita organizzazione criminale, capace di esercitare un forte controllo sul territorio, finché si trova ad affrontare una famiglia della Mafia. Gli attacchi della mafia sono spietati e ben presto Yamamoto e i suoi si ritroveranno invischiati in una situazione disastrosa e irreversibile.

## Colonna Sonora
La colonna sonora del film è stata composta e arrangiata da Joe Hisaishi, abituale collaboratore di Kitano, qui alla sua sesta collaborazione con il regista giapponese.